# Invidia
Fu il sangue mio d'invidia sì riarso,

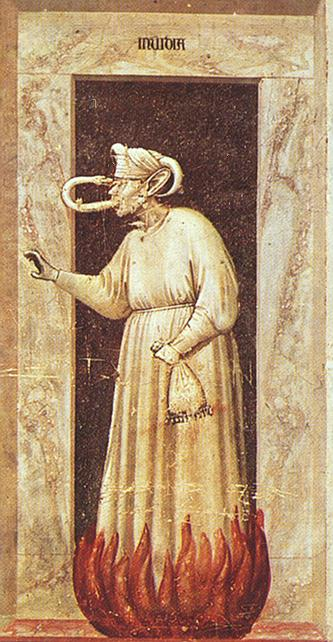
Invidia, di Giotto (Cappella degli Scrovegni, Padova). L'invidia fa bruciare l'invidiosa che denigra l'invidiato, ma viene colpita dalla sua stessa malvagità. Il serpente della calunnia si rivolta contro di lei colpendole gli occhi.

che se veduto avesse uom farsi lieto,

visto m'avresti di livore sparso.

(Dante Alighieri, Purgatorio, XIV, vv.82-84)
Il termine invidia (dal latino in - avversativo -  e videre, guardare contro, ostilmente, biecamente o genericamente guardare male, quindi "gettare il malocchio") si riferisce a un'"emozione secondaria" per cui, in relazione a un bene o una qualità posseduta da un altro, si prova dispiacere e astio per non avere noi quel bene e a volte un risentimento tale da desiderare il male di colui che ha quel bene o qualità.
A volte è confusa o compresente con la gelosia, che pur essendo simile all'invidia ne differisce perché riferita ad una possessività di carattere affettivo sentimentale.

## L'invidia nella filosofia
In modo più approfondito l'invidia può essere definita come il

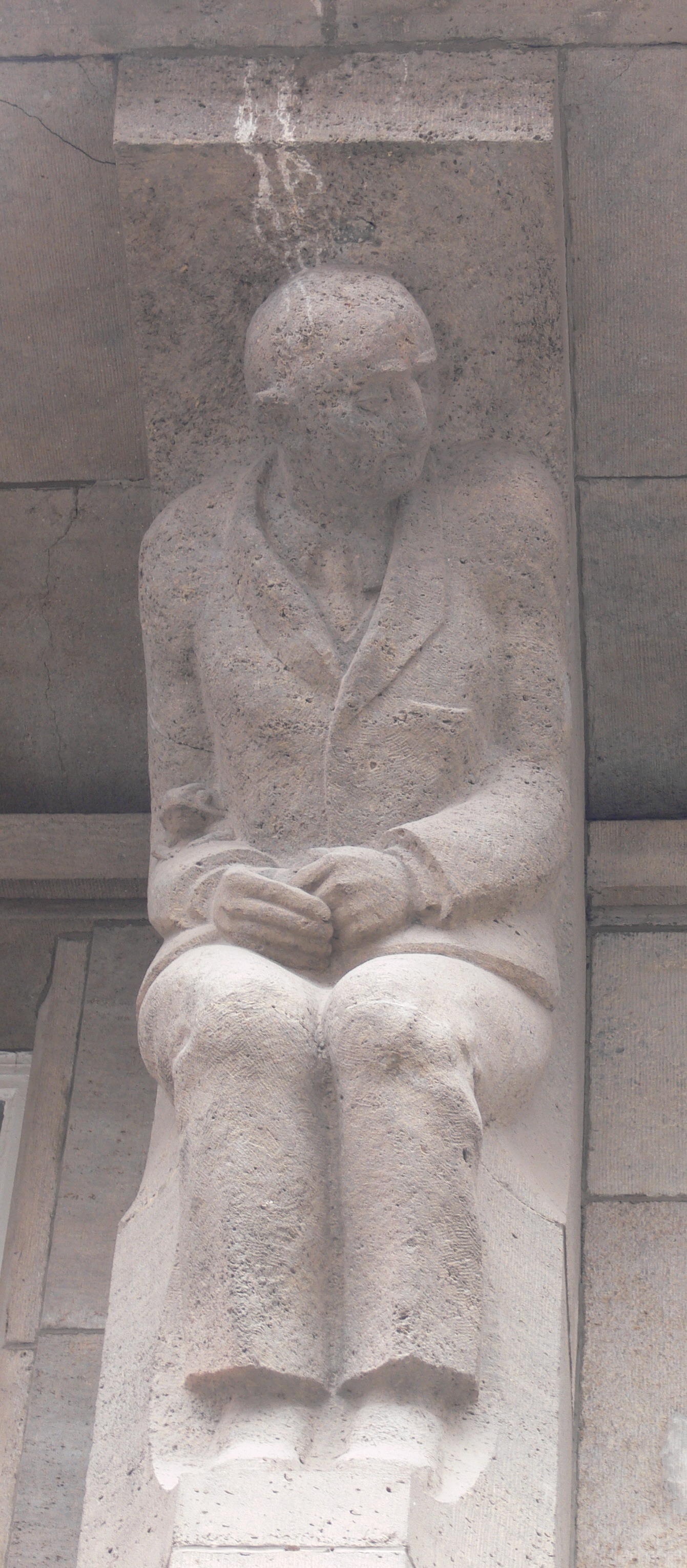
Il "malocchio" del triste invidioso

In questo caso appare, oltre che l'odio per la felicità altrui, un rapporto di similarità tra l'invidioso e l'invidiato come già Aristotele notava nel concepire l'invidia come «un dolore causato da una buona fortuna [...] che appare presso persone simili a noi» per cui «sentiranno invidia quelli che sono o sembrano essere i nostri pari, intendendo per pari coloro che sono simili a noi per stirpe, parentela, età, disposizione, reputazione e beni. [...] Invidiamo le persone che ci sono giunte nel tempo, luogo, età e reputazione, da cui il proverbio: "Il familiare sa anche invidiare"».
L'invidia genera non solo dolore, ma anche «tristezza per i beni altrui» che l'invidioso vorrebbe per sé poiché giudica che l'altro li possegga immeritatamente e debba essere punito per questo con l'espropriazione.
Tristezza dell'invidioso «rispetto al bene altrui in quanto diminuisce la nostra gloria ed eccellenza» procurandoci «l'odio, la maldicenza, la diffamazione, la soddisfazione per le disgrazie del prossimo e la tristezza per la sua prosperità»
Il triste invidioso che nell'iconografia viene raffigurato a spiare da lontano, con il viso accigliato, quel fortunato felice possessore che vorrebbe far soffrire di una sofferenza che invece, come in un contrappasso, colpisce lui.
Il suo malocchio si ritorce contro di lui come nella visione dantesca che raffigura gli invidiosi con gli occhi cuciti.
Uno degli autori più antichi, Erodoto (484 a.C.–425 a.C.) estende questo sentimento malevolo persino agli dei arcaici, dagli umani attributi, custodi gelosi della propria gloria e del proprio potere e garanti di quell'ordine universale che se compromesso causa l'intervento della divinità, in base a quel principio che l'autore definisce come φθόνος τῶν θεῶν ("invidia degli dei") per il quale l'uomo che ottiene troppa fortuna, al di là dei limiti stabiliti, viene ucciso o privato della propria gloria.
In molte tragedie greche l'invidia degli dei costituisce lo sviluppo narrativo che porta come conseguenza al commettere un atto di hýbris e, di conseguenza, essere uno hýbristes ossia un colpevole di tracotanza che vìola leggi divine immutabili, ed è la causa per cui, anche a distanza di molti anni, i personaggi o la loro discendenza sono portati a commettere crimini o subire azioni malvagie. Al termine hýbris viene spesso associato quello di "némesis", in greco νέμεσις, che è la sua conseguenza: significa infatti "vendetta degli dei", "ira", "sdegno", e si riferisce alla punizione giustamente inflitta dagli dei a chi si era macchiato personalmente di hýbris, o alla sua discendenza o al popolo di cui fa parte.
Tra i filosofi greci Epicuro (341 a.C.–271 a.C.) mette in rilievo il danno morale e l'inutilità di colui che invidia
L'invidia trova ampia riflessione nella cultura romana con Marco Tullio Cicerone (106 a.C.–43 a.C.) che la considera un sentimento devastante impossibile da arrestare una volta manifestato così che «quando l'invidia infuria in tutta la sua violenza contro di essa risulta impotente il singolo e persino un'intera istituzione» come il senato romano.
Tito Livio (59 a.C.–17 d.C.) ribadisce questo carattere distruttivo dell'invidia quando nei confronti del console Quinto Fabio Massimo questa si accompagnò con la diffamazione (obtractatio) dell'uomo invidiato per il suo successo.
Nella dottrina cristiana l'invidia compare fin dai tempi biblici con il fratricidio di Caino invidioso dell'amore di Dio per Abele. Lo stesso vizio capitale attraversa l'Antico Testamento, che lo definisce «carie delle ossa», per giungere fino al Nuovo dove Cristo viene dato a Pilato che «sapeva bene che glielo avevano consegnato per invidia».
L'invidia è dunque il «peccato diabolico per eccellenza» per Sant'Agostino poiché, come nota San Basilio, Caino vittima e discepolo del diavolo ha fatto sì che «la morte è entrata nel mondo per invidia del diavolo»

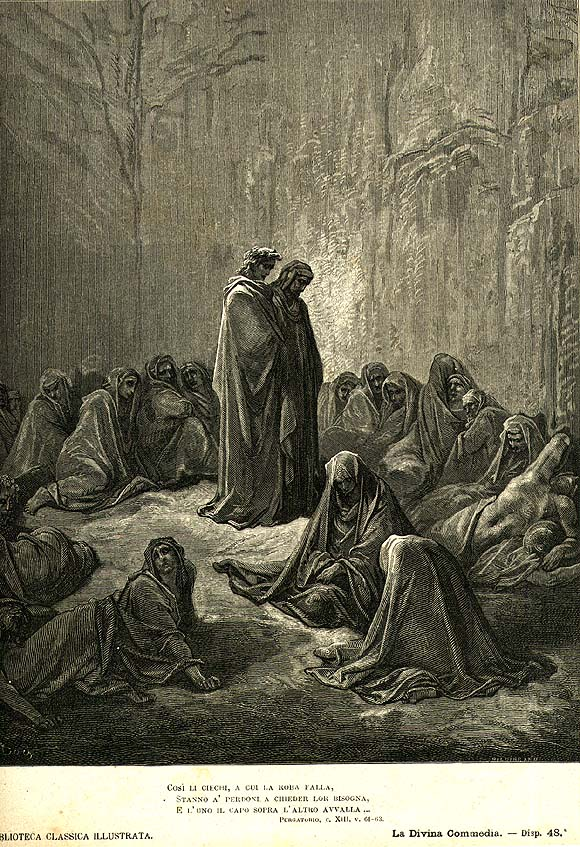
«Vecchia fama nel mondo li chiama orbi; gent'è avara, invidiosa e superba»

L'invidia presente da sempre nella storia dell'umanità, ma anche in quella di ogni singolo uomo: «Ho visto e osservato un bambino invidioso. Ancora non parlava e già guardava livido e con volto amareggiato verso un altro bambino, suo fratello di latte.»
Francesco Bacone (1561–1626), che condivide l'idea che l'invidia si serve dell'occhio come veicolo di maligni sortilegi, per primo tratta dell'invidia "pubblica" che capovolge il normale percorso di chi privo di qualcosa, sentendosi in basso, invidia chi sta in alto. Nell'"invidia del re" il procedere è al contrario: dall'alto verso il basso; paradossalmente, cioè, chi ha una posizione di grande vantaggio invidia e teme colui che dal basso sembra voler colmare la distanza da lui per prendere il suo posto. Allora i politici saggi «faranno bene a sacrificare qualcosa sull'altare dell'invidia permettendo essi stessi, talvolta del tutto intenzionalmente, che alcune cose vadano loro male, o soccombendo in cose a cui non tengono troppo.»
Baruch Spinoza (1632-1677) invita l'umanità, compartecipe della natura divina, a vivere tranquilla e serena «sopportando l'uno e l'altro volto della fortuna, giacché tutto segue dall'eterno decreto di Dio con la medesima necessità con cui dall'essenza del triangolo segue che i suoi tre angoli sono uguali a due retti [...] Non odiare, non disprezzare, non deridere, non

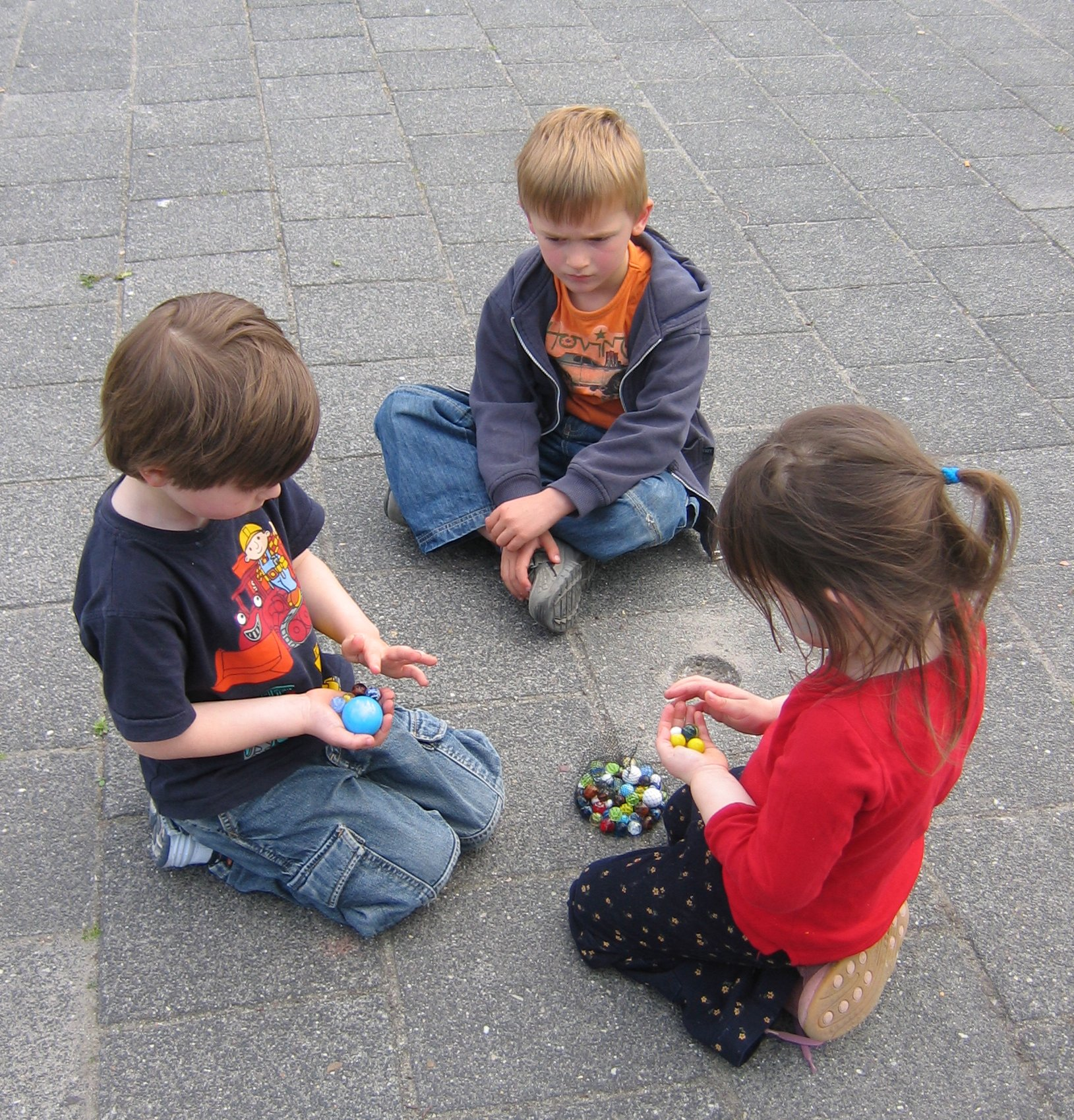
Il bambino invidioso "livido e con volto amareggiato"

adirarsi con nessuno, non invidiare in quanto negli altri come in te non c'è una libera volontà (tutto avviene perché così è stato deciso)»
È naturale, osserva invece Arthur Schopenhauer che l'uomo provi il sentimento dell'invidia ma se «Invidiare è dell'uomo; compiacersi del male altrui, del diavolo»
L'uomo infatti, preda della Volontà di vivere, vuole accrescere la sua vita, ma il suo egoismo ne esce insoddisfatto per l'apparenza dell'appagamento raggiunto per cui è costretto alla rinuncia e «da qui nasce l'invidia: ogni rinuncia è infinitamente accresciuta dal piacere altrui ed è alleviata dal sapere che anche gli altri soffrono della stessa rinuncia.»
Tormentato il rapporto che Søren Kierkegaard scopre tra invidia e ammirazione:
Per Friedrich Nietzsche l'invidia è uno dei frutti della morale degli schiavi ovvero del moralismo cristiano che incapace di assurgere alle vette del superuomo si piega ed esalta i valori dell'umiltà e della rinuncia predicati dall'altruismo e dall'egualitarismo cristiano da cui si genera l'invidia e l'odio.
Con l'amicizia dionisiaca, caratterizzata dal sano naturale egoismo non c'è più invidia, risentimento, incomprensione. Nessuno invidia e quindi teme l'altro. I falsi amici di Cesare prima lo ammirarono, poi l'invidiarono e alla fine odiarono e uccisero.